# Schlosskirche (Blieskastel)

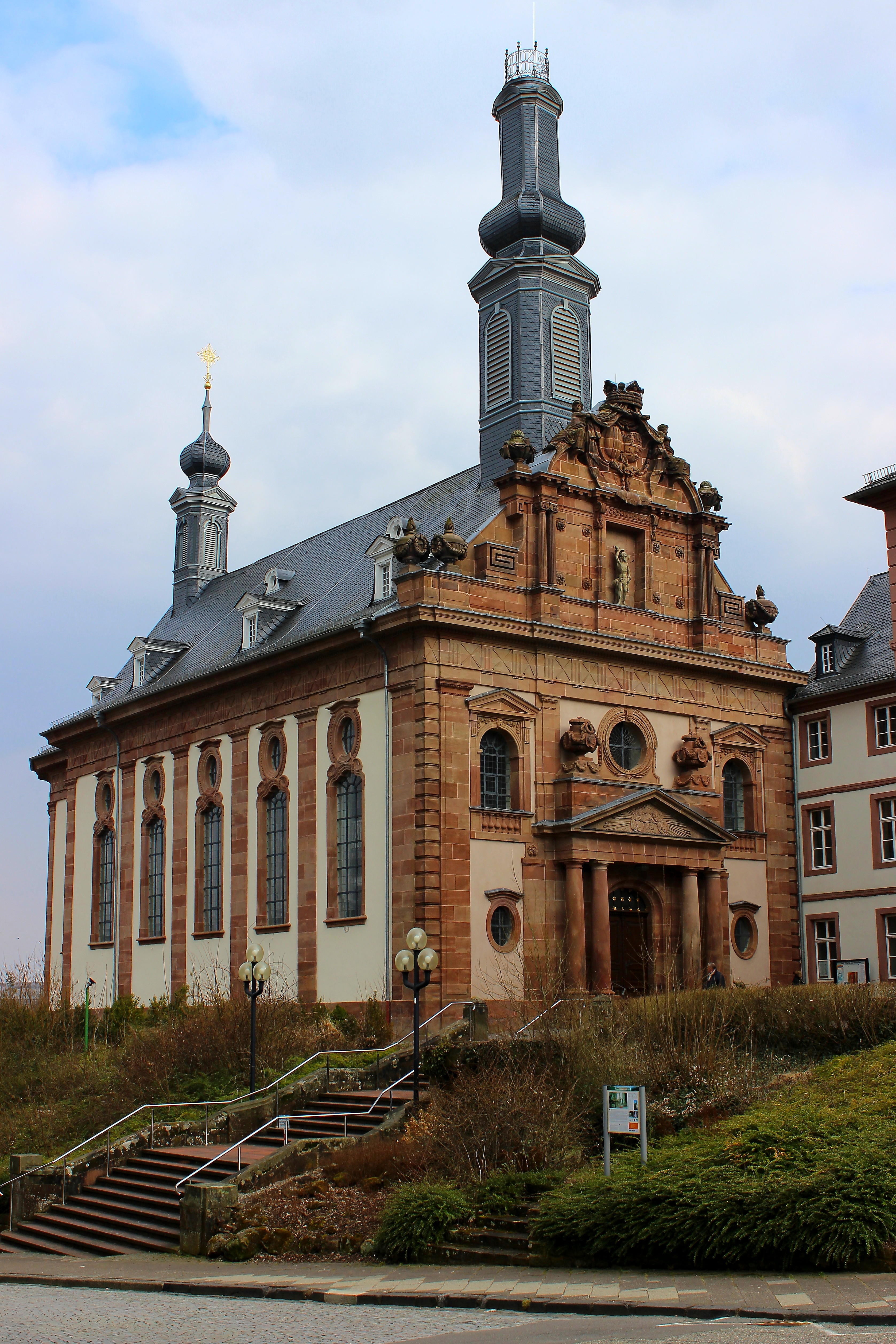
Die Schlosskirche in Blieskastel

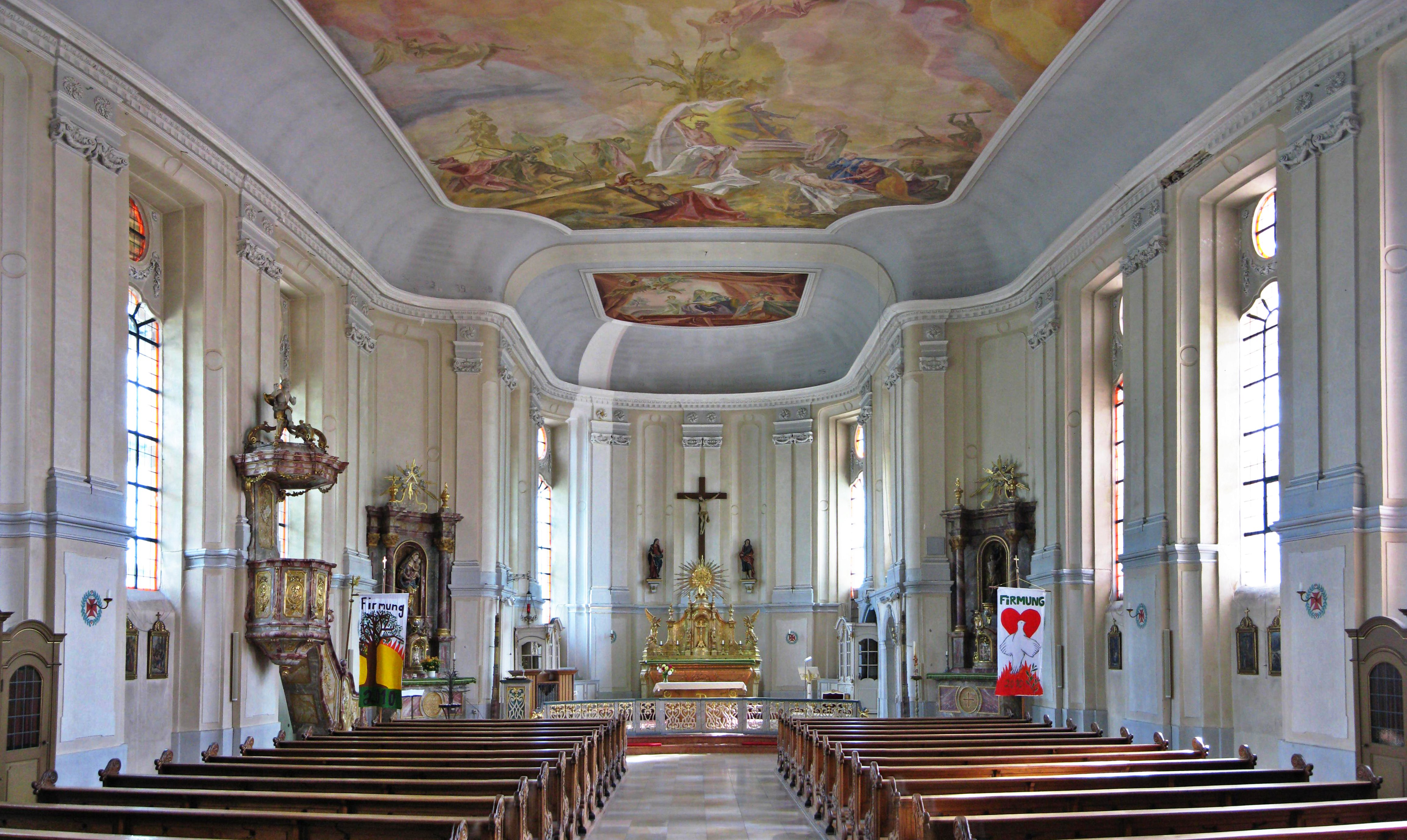
Innenansicht

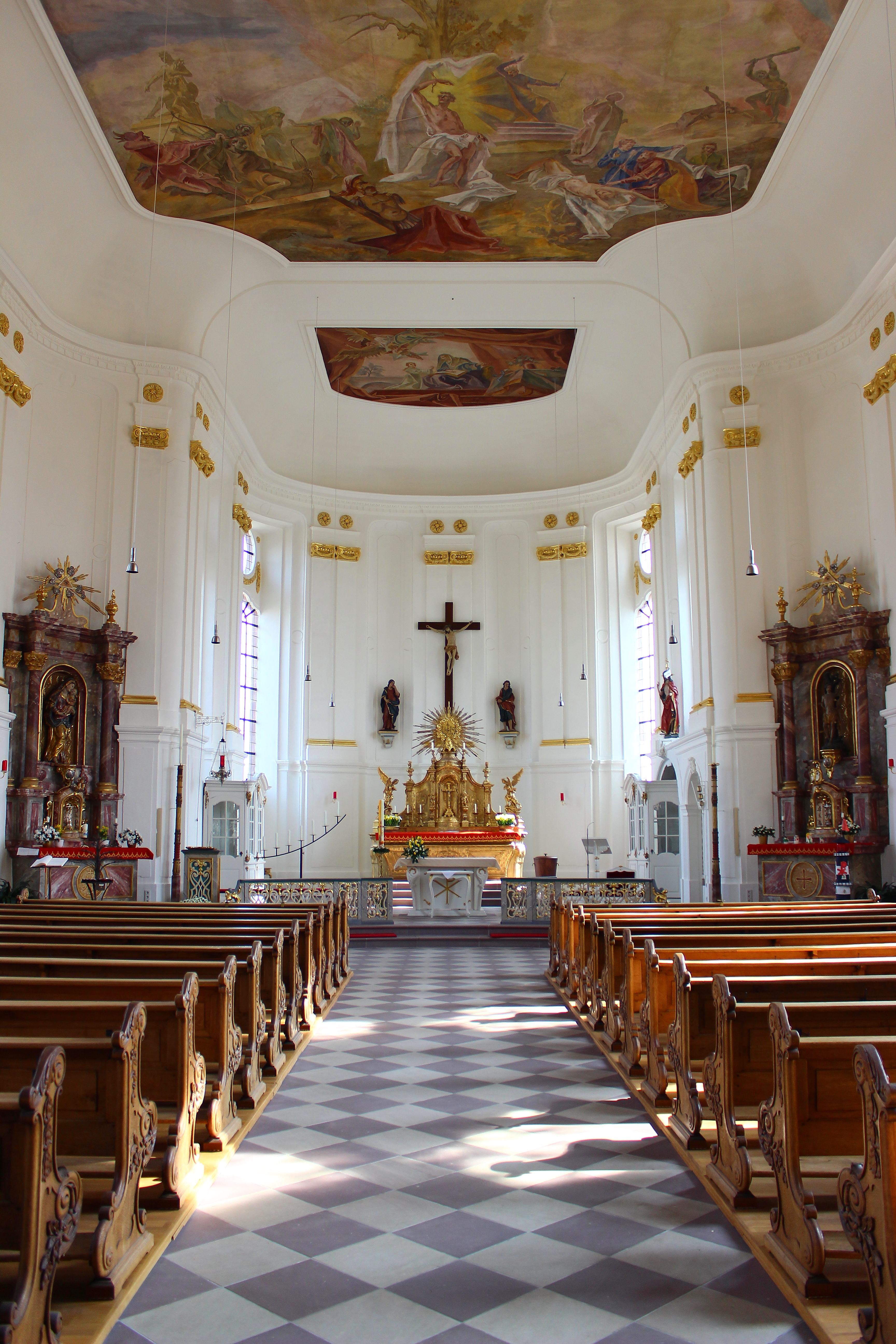
Innenansicht 2013, nach der Renovierung

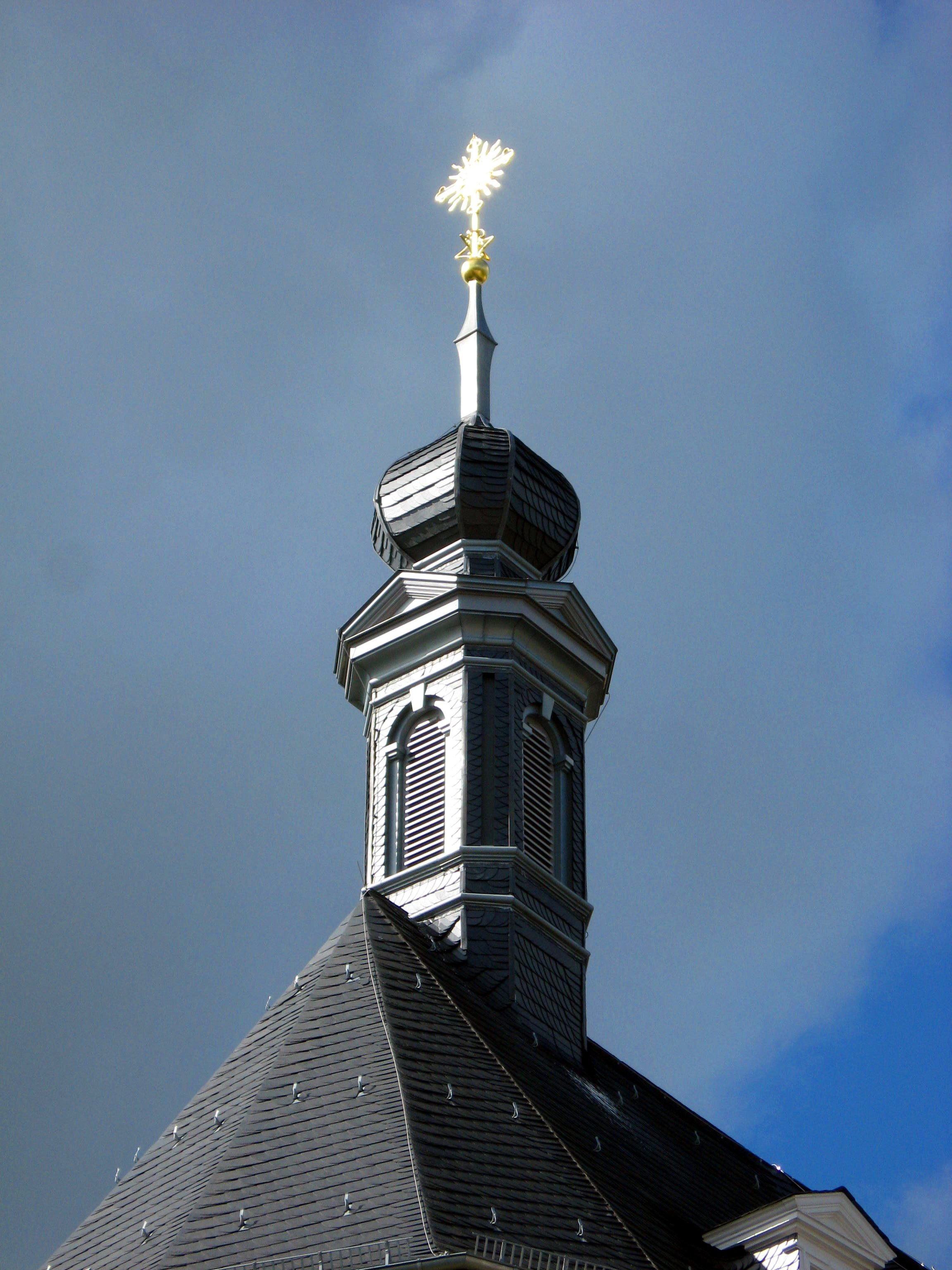
Östlicher Dachreiter der Schlosskirche

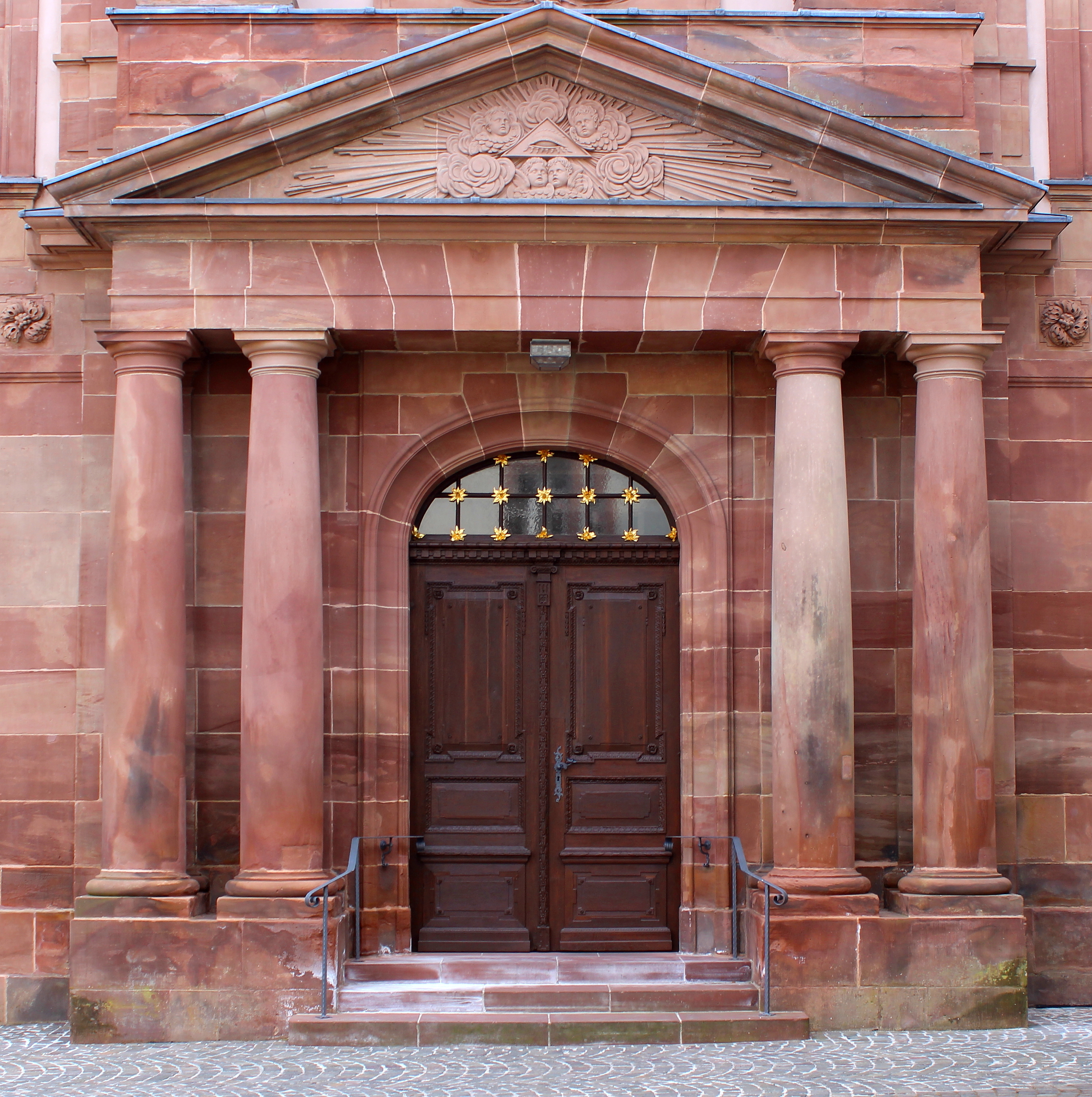
Portal der Schlosskirche

Die Schlosskirche (amtlicher Name: Pfarrkirche St. Anna und St. Philipp) ist die Pfarrkirche der katholischen Pfarrei St. Sebastian in Blieskastel, Saarpfalz-Kreis. Sie trägt das Patrozinium der heiligen Anna und des Apostels Philippus und wurde als Franziskaner-Klosterkirche in spätbarocken und teils frühklassizistischen Formen erbaut. In der Denkmalliste des Saarlandes ist die Kirche als Einzeldenkmal aufgeführt.

## Geschichte
Reichsgraf Franz Karl von der Leyen, der 1773 seine Residenz von Koblenz nach Blieskastel verlegte, gelang es 1775, die Franziskaner-Rekollekten der Rheinischen Provinz zur Gründung eines Klosters mit angeschlossener Lateinschule in der Residenzstadt Blieskastel zu gewinnen. Der Graf verstarb, bevor der Kirchenbau ausgeführt wurde.
Die Grundsteinlegung der Franziskaner-Klosterkirche erfolgte am 3. Juni 1776. rund ein Jahr nach dem Tod des Reichsgrafen, durch seine Witwe Reichsgräfin Marianne von der Leyen.
Die Pläne entwarf der gräfliche Bauinspektor Peter Reheis, ein Schüler Friedrich Joachim Stengels, des Erbauers u. a. der Ludwigskirche in Saarbrücken. An der Gestaltung war auch der Gräflich-Leyensche Bauinspektor Minder beteiligt, der 1776 von Reheis abgelöst wurde. Die Steinmetzarbeiten stammen von Emanuel Scholl und seinen Gehilfen. Am 28. Oktober 1778 wurde das Gotteshaus zu Ehren der heiligen Anna und des Apostels Philippus geweiht. Bis 1781 wurden aber noch Arbeiten daran ausgeführt. Im Gefolge des Ersten Koalitionskrieges wurden die Mönche vertrieben und die Kirche 1793 geplündert, profaniert und beschädigt.
Wie alle Klöster in der Französischen Republik wurde durch Beschluss vom 9. Juni 1802 auch das Franziskanerkloster in Blieskastel aufgehoben. 1803 schenkte der Bischof von Trier, zu dessen Bistum Blieskastel damals gehörte, die ehemalige Franziskaner-Klosterkirche der Blieskasteler Kirchengemeinde. Die Pfarrei gab die ältere und kleinere St. Sebastianskirche an der Alten Pfarrgasse wie auch den 1788 begonnenen Neubau einer Pfarrkirche auf dem Luitpoldplatz auf und nutzte die ehemalige Franziskaner-Klosterkirche als neue Pfarrkirche von Blieskastel. Das unmittelbar anschließende Konventsgebäude erfuhr verschiedene Verwendungen und dient seit 2003 als Pfarrzentrum.
1803 bis 1809, 1911 und 1955 bis 1958 erfolgten Restaurierungen.
Ab 2000 wurde die Kirche in mehreren Bauabschnitten aufwändig renoviert. Insgesamt waren acht Bauabschnitte vorgesehen. Die Arbeiten sollten 2014 mit der Erneuerung der Orgel abgeschlossen werden. Um die nötigen finanziellen Mittel für die Renovierungsarbeiten zu sammeln, wurde ein Kirchenbauverein gegründet.

## Baubeschreibung

### Das Innere der Kirche
Der Innenraum der Kirche weist durch Doppelpilaster mit kräftigem Gebälk eine reiche Gliederung auf. Oberhalb der den gesamten Innenraum umziehenden Pilastergliederung befindet sich eine umlaufende Hohlkehle, die in eine flache Decke überleitet. Das Glas der Kirchenfenster ist unbemalt und erzeugt so einen lichtdurchfluteten, hellen Raum.
Aus der ehemaligen Pfarrkirche St. Sebastian wurden 1810 Altar, Kanzel und Orgel in die Schlosskirche übertragen, da während der Koalitionskriege die Inneneinrichtung verloren ging. Vermutlich stammen auch das Kommuniongitter, der Taufstein, die Marienstatue am linken Seitenaltar und das Weihnachtsrelief am Eingang aus der Sebastians-Kirche.
Die beiden Seitenaltäre wurden vom 1814 verstorbenen Franziskanerpater Petrus Franz Ignaz Hoeller gestiftet und 1816 errichtet. Sie zeigen sowohl barocke als auch klassizistische Merkmale. Bis 1829 stand auf dem Marienaltar, die aus dem 14. Jahrhundert stammende Pietà „Unsere Liebe Frau mit den Pfeilen“, die sich heute in der Heilig-Kreuz-Kapelle befindet, die zum Komplex des Klosters Blieskastel gehört. Die Marienstatue, die sich heute in einer Nische des Altars befindet, ist eine Barockfigur von 1721. Auf dem anderen Seitenaltar, dem Sebastiansaltar, steht seit 1960 eine Figur des heiligen Sebastian, die um 1720 im Würzburger Raum geschaffen wurde.
Der Hochaltar mit hölzernem, vergoldeten Tabernakel, der vermutlich noch aus der Entstehungszeit der Kirche stammt, ist im Stil des Rokoko gehalten. Im Rahmen einer vollständigen Umgestaltung im Jahre 1911 erhielt der Altar einen neuen Unterbau, wobei für die Altarplatte roter Sandstein und für die Deckplatten der Altarstufen Marmor Verwendung fand. Über dem Hochaltar, an der Rückwand des Altarraums, befindet sich eine holzgeschnitzte Kreuzigungsgruppe von 1710, die aus Wohlen in der Schweiz stammt und 1960 angeschafft wurde. Im rechten Teil des Altarraums befand sich das gräfliche Oratorium, das heute als Sakristei dient. Auf dem Schlussstein der ehemaligen Oratoriumsloge steht eine hölzerne Christusfigur, die im 15. Jahrhundert im Elsass geschaffen und 1964 der Kirche gestiftet wurde. Das gräfliche Oratorium ist der Grund dafür, dass sich für die Franziskaner-Klosterkirche die Bezeichnung „Schlosskirche“ eingebürgert hat.
Zur Ausstattung im Inneren der Kirche gehört auch das zweiteilige Deckengemälde. Ursprünglich war wohl keine Deckenmalerei vorhanden. 1879 wurde die Decke zunächst mit einer Dekorierung und einem großen Kristallleuchter, der in der Mitte des Kirchenschiffes hing, versehen. 1913 begannen dann die Planungen für ein Deckengemälde. Aufgrund des Ersten Weltkrieges konnte erst 1921 mit der Ausmalung begonnen werden, die der Kunstmaler Rudolf Schmalzl (Falkenstein/Oberpfalz) ausführte. Im Hauptschiff entstand ein Bild mit dem Titel „Der Sieg des Kreuzes am Jüngsten Tage“, im Chor über den Hochaltar ein kleineres ovales Bild. Da im Zweiten Weltkrieg das Dach der Kirche schwer beschädigt wurde, drangen Niederschläge ein und durchfeuchteten die Kirchendecke, was die vollständige Zerstörung der Gemälde von Schmalzl zur Folge hatte. Im August 1955 begann der Maler Richard Holzner (München), neue Deckengemälde zu schaffen. Das Gemälde im Hauptschiff zeigt Begebenheiten aus dem Martyrium des heiligen Sebastian, die heilige Dreifaltigkeit und die Auffindung des heiligen Kreuzes durch die heilige Helena. Das kleinere Gemälde im Chorraum zeigt die heilige Anna und ihre Tochter Maria, die Mutter Jesu.
Die Bilder des Kreuzweges, die an den Seitenwänden des Langhauses angebracht sind, stammen von dem Kunstmaler Oswald Voelkel, der diese 1924 schuf. Sie sind Kopien eines Kreuzweges aus dem 18. Jahrhundert, der sich im Kapuzinerkloster St. Anton in München befindet. 1955 wurden die Bilder des Blieskasteler Malers Hans Dahlem einer Restaurierung unterzogen. Die heutigen Kirchenbänke wurden 1909 angeschafft und nach dem Vorbild des Kirchengestühls in Schwindkirchen (Oberbayern) vom damaligen Konservator Rumetsch vom Gewerbemuseum Kaiserslautern entworfen. Die Beichtstühle sind Anfang des 18. Jahrhunderts entstanden.

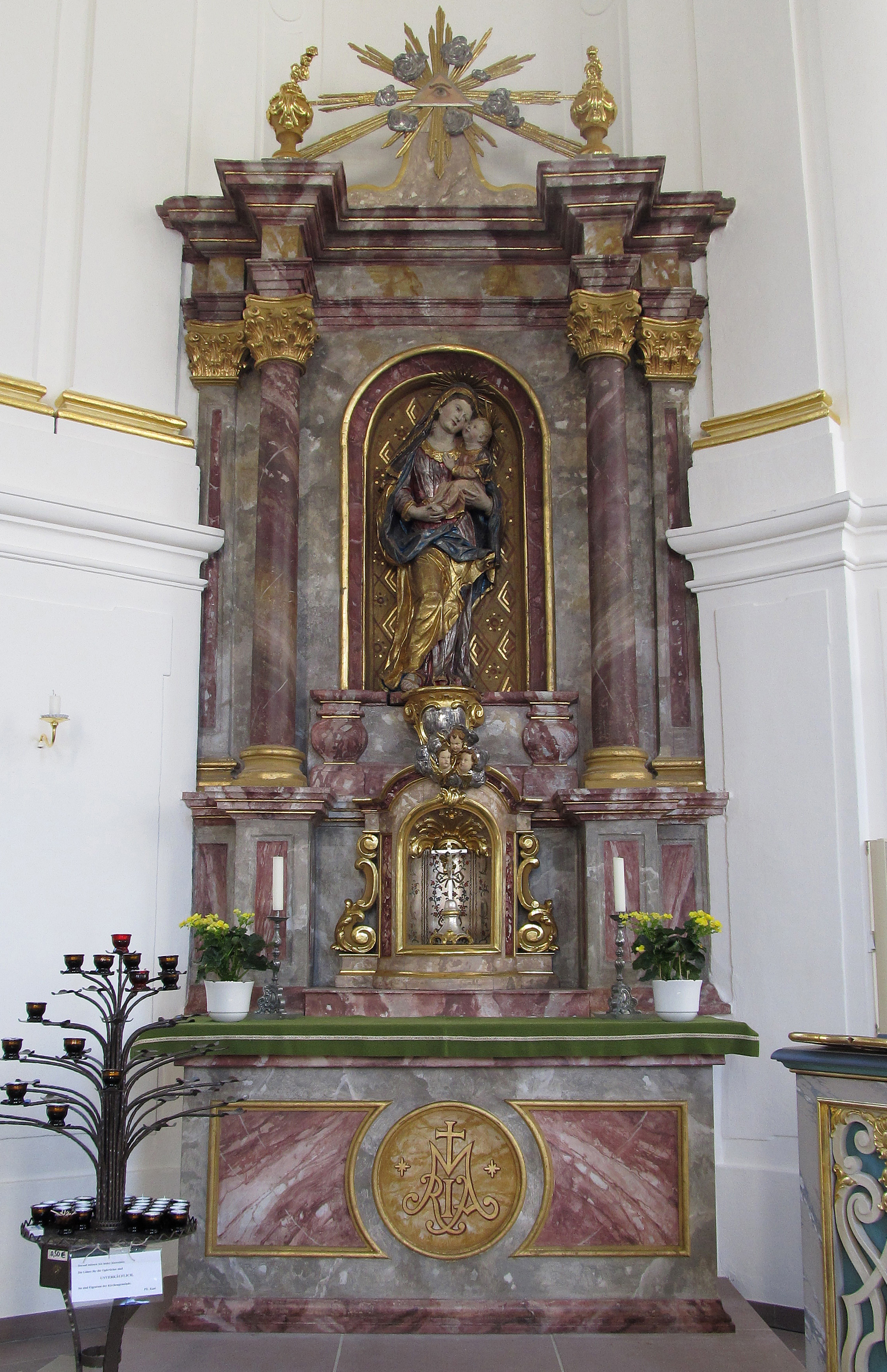
Marienaltar
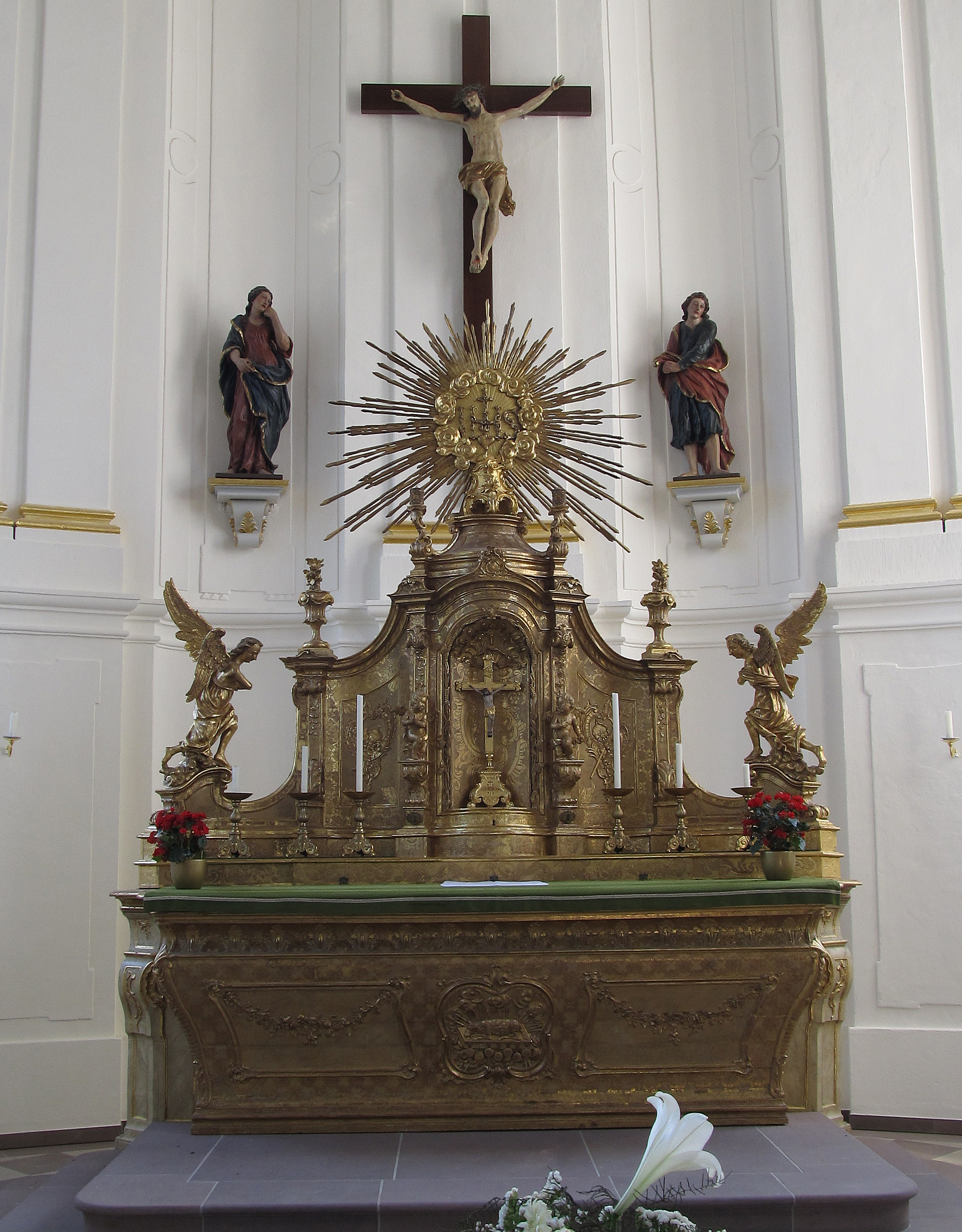
Hochaltar und Kreuzigungsgruppe
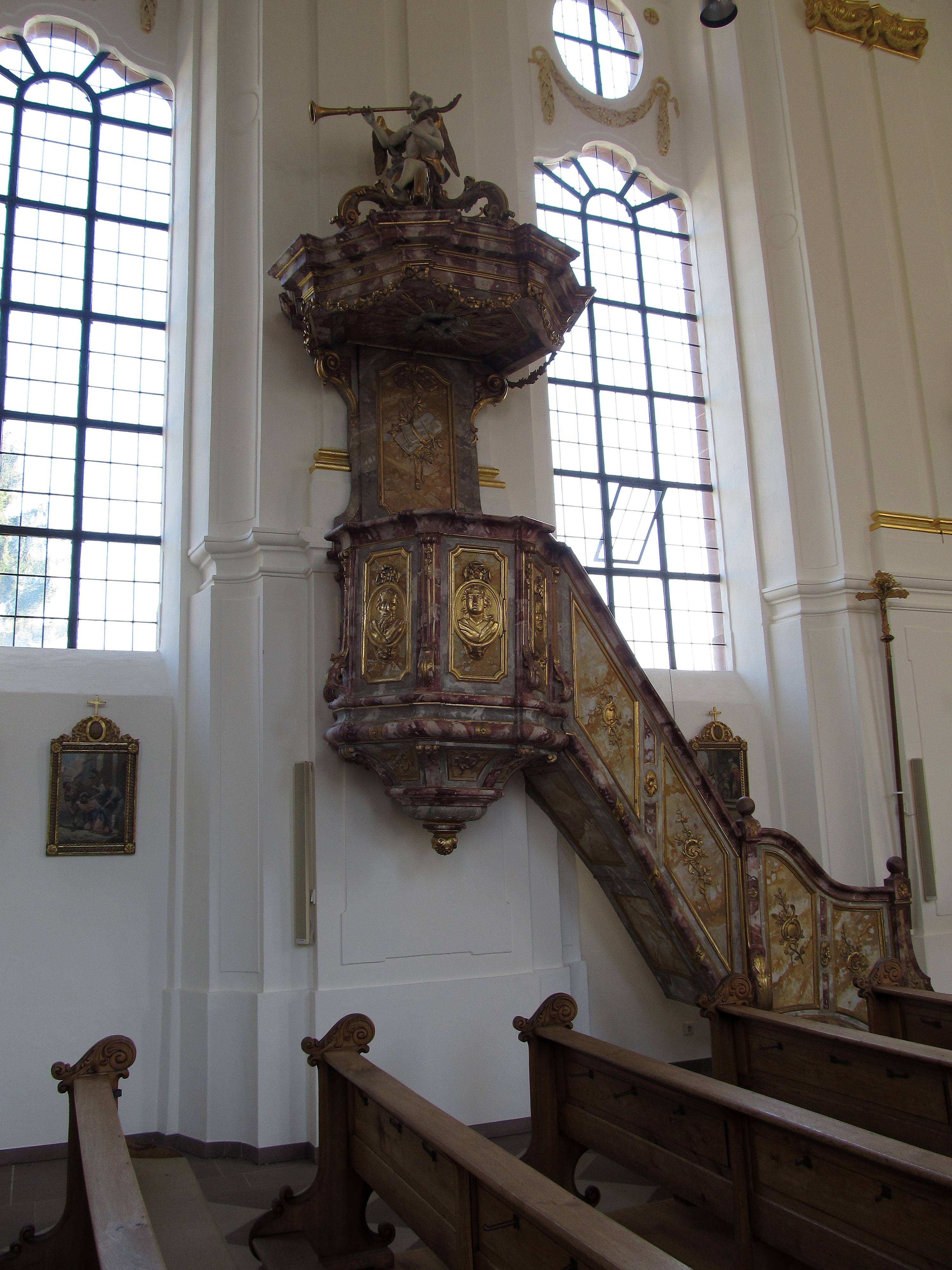
Kanzel
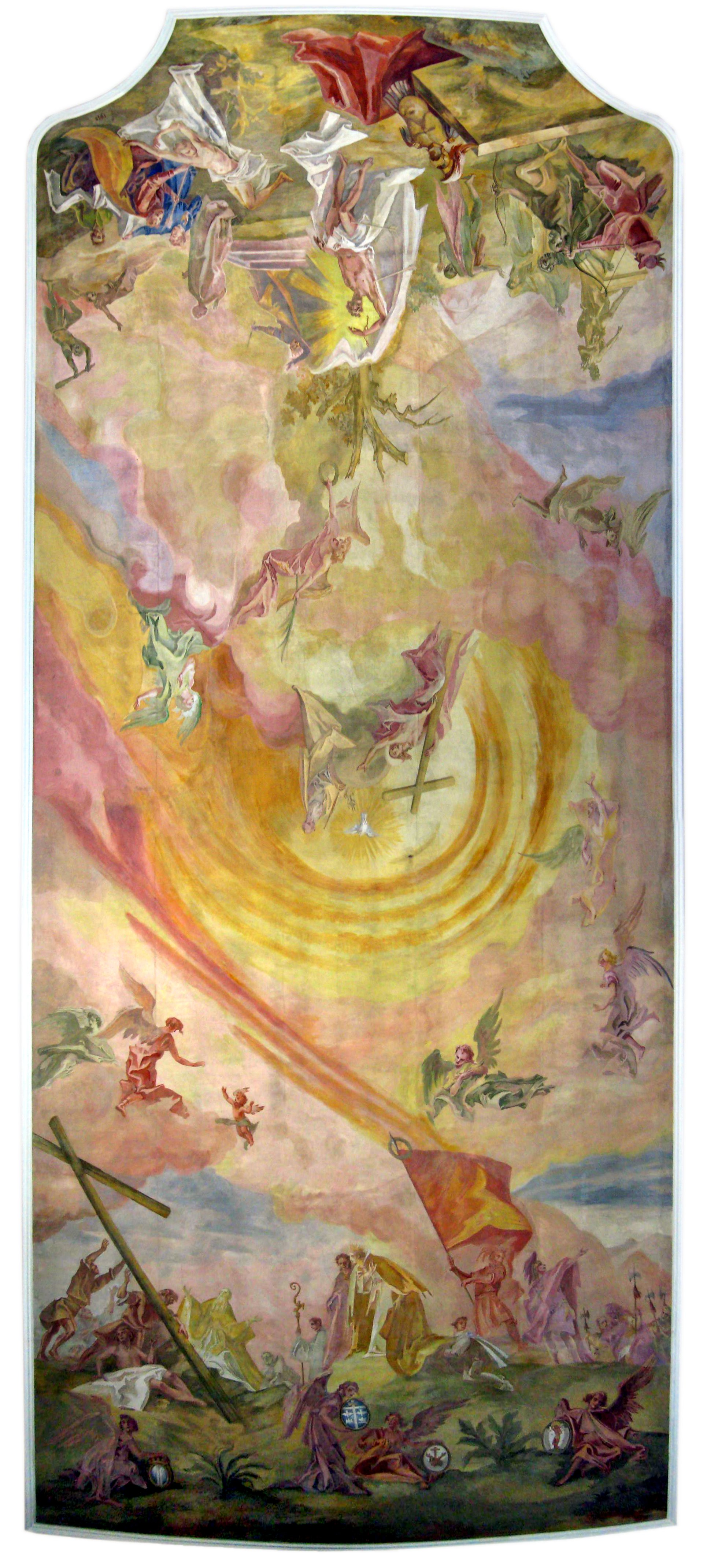
Deckengemälde

### Das Äußere der Kirche

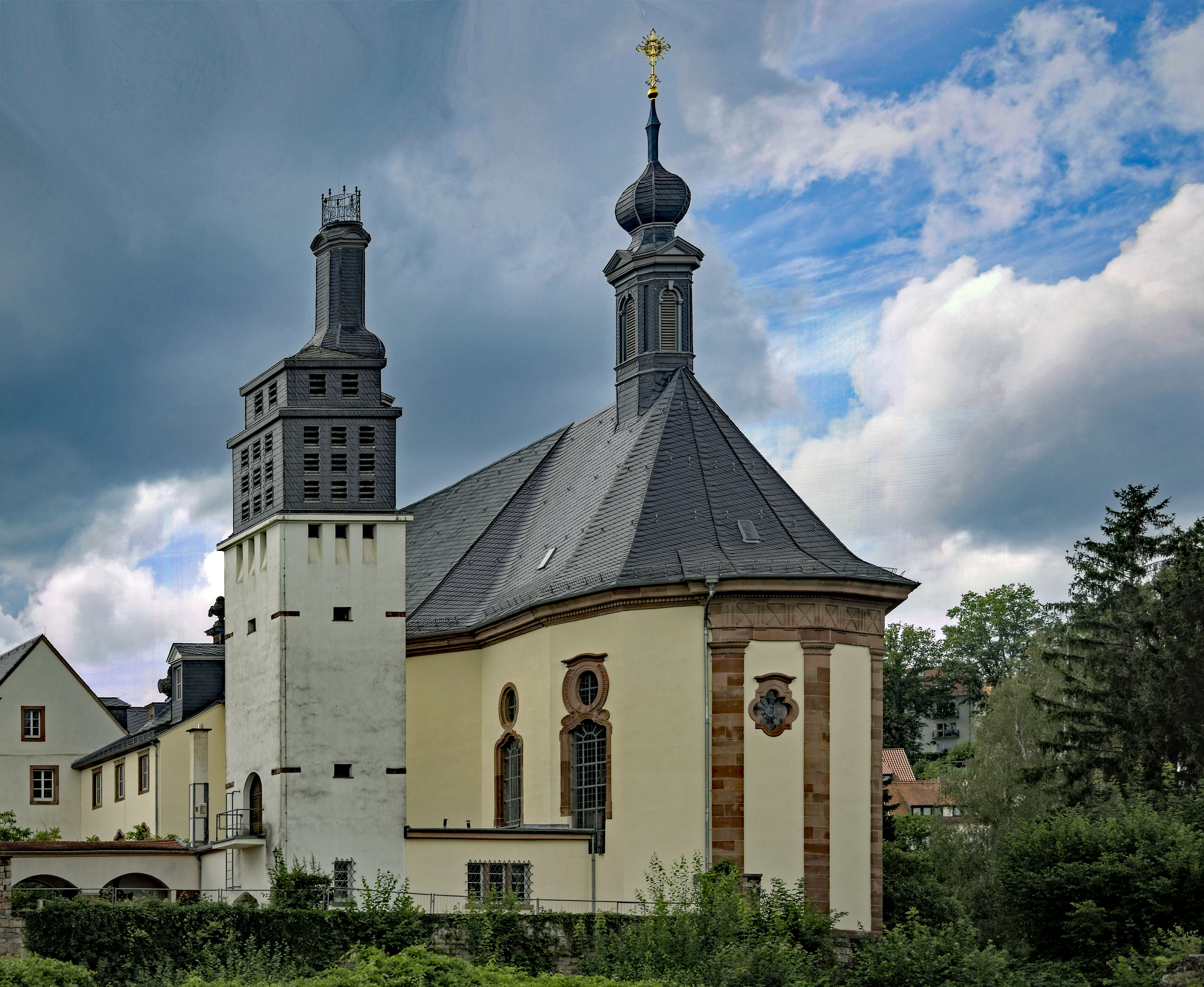
Ansicht von Südosten

Die Kirche liegt eingebunden im Barock-Ensemble der Schloßbergstraße. Sie ist ein Saalbau mit fünfachsigem Langhaus und eingezogenem Polygonchor. Die nördliche Langseite des Kirchengebäudes mit sechs Fenstern ist durch Pilaster gegliedert, über denen ein Triglyphengebälk verläuft, das sich an der Westfassade fortsetzt. Die reich gestaltete Westfassade ist gekennzeichnet durch Pilaster in Kolossalordnung, die ein schweres Triglyphengebälk tragen. Darüber befindet sich ein Giebelgeschoß mit Eckvoluten. Das Portal mit toskanischen Doppelsäulen, Architrav und Dreiecksgiebel ist in streng klassizistischer Tempelarchitektur ausgeführt. In einer Nische des Giebelgeschosses steht eine Statue des heiligen Sebastian. Am oberen Ende des Giebels befindet sich das Wappen des Adelsgeschlechtes Leyen mit Grafenkrone und das Leyen-Dalbergsche Allianzwappen. Im Gegensatz zur reich gestalteten Westfassade und der gegliederten Nordseite ist die Südseite des Kirchenbaus sehr einfach gestaltet und verfügt über keine Gliederungselemente wie z. B. Pilaster.
Bei der Schlosskirche handelt es sich um eine Bettelordenskirche, die u. a. durch das Fehlen von Kirchtürmen charakterisiert sind. Stattdessen befinden sich auf dem Satteldach zwei Dachreiter mit Schieferhauben. Der östliche Dachreiter besitzt eine Zwiebelhaube, der Dachreiter hinter der Spitze des Westgiebels besitzt im Ansatz auch eine Zwiebelhaube, die allerdings nicht spitz zuläuft, sondern kaminartig in die Höhe getrieben wird und mit einem flachen Altan abschließt, auf dem ein umlaufendes Geländer angebracht ist. Der westliche Dachreiter weist somit zwar eine bizarre Kontur auf, bildet damit aber auch gleichzeitig ein charakteristisches Wahrzeichen in der Blieskasteler Stadtsilhouette.
Das Kirchengebäude hat eine Länge von ca. 37,20 m und eine Breite von 16,30 m, wobei der Chor eine Breite von ca. 12,80 m aufweist.

## Glocken
Das erste Geläut der Kirche, bestehend aus drei Glocken, traf 1779 ein. Die zwei größten Glocken wurden im westlichen Hauptdachreiter, die kleinste, die später in die Blieskasteler Heilig-Kreuz-Kapelle kam, wurde im östlichen Chordachreiter untergebracht. 1811 wurden drei neue Glocken angeschafft, da die Franzosen während des Ersten Koalitionskrieges die Glocken des ersten Geläutes raubten. Die Sebastianusglocke des zweiten Geläutes musste im Ersten Weltkrieg für Kriegszwecke abgegeben werden. Da die Dachreiter und die Westfassade durch das Läuten der Glocken in Mitleidenschaft gezogen wurden, beschloss man 1929, hinter der Sakristei einen separaten Glockenturm zu errichten. Außerdem wurde das Geläut um zwei zusätzliche Glocken ergänzt. Diese beiden neuen Glocken mussten im Zweiten Weltkrieg für Kriegszwecke abgeliefert werden. 1957 wurde ein komplett neues Geläut angeschafft, bestehend aus vier Glocken, gegossen von der Glockengießerei Pacard (Annecy). Von den beiden noch vorhandenen Glocken des zweiten Geläutes wurde eine bei der Glockengießerei in Zahlung gegeben, die andere wurde 1960 der Stadt Blieskastel verkauft, die sie 1969 im Turm der Blieskasteler Friedhofskapelle aufhängte. Die Glocken des dritten Geläutes heißen wie folgt:
| Nr. | Name               | Ton  | Gewicht (kg) | Inschrift                                                         |
| 1   | Christkönigsglocke | cis1 | 1800         | „Christus, dem König, dem alles lebt, seist du geweiht“           |
| 2   | Marienglocke       | e1   | 1050         | „Maria, breit den Mantel aus“                                     |
| 3   | Sebastiansglocke   | fis1 | 750          | „Hl. Sebastian, beschirme unsere Stadt“                           |
| 4   | Mutter-Anna-Glocke | a1   | 450          | „Mutter Anna, Patronin unserer Kirche, beschütze unsere Familien“ |

## Orgel

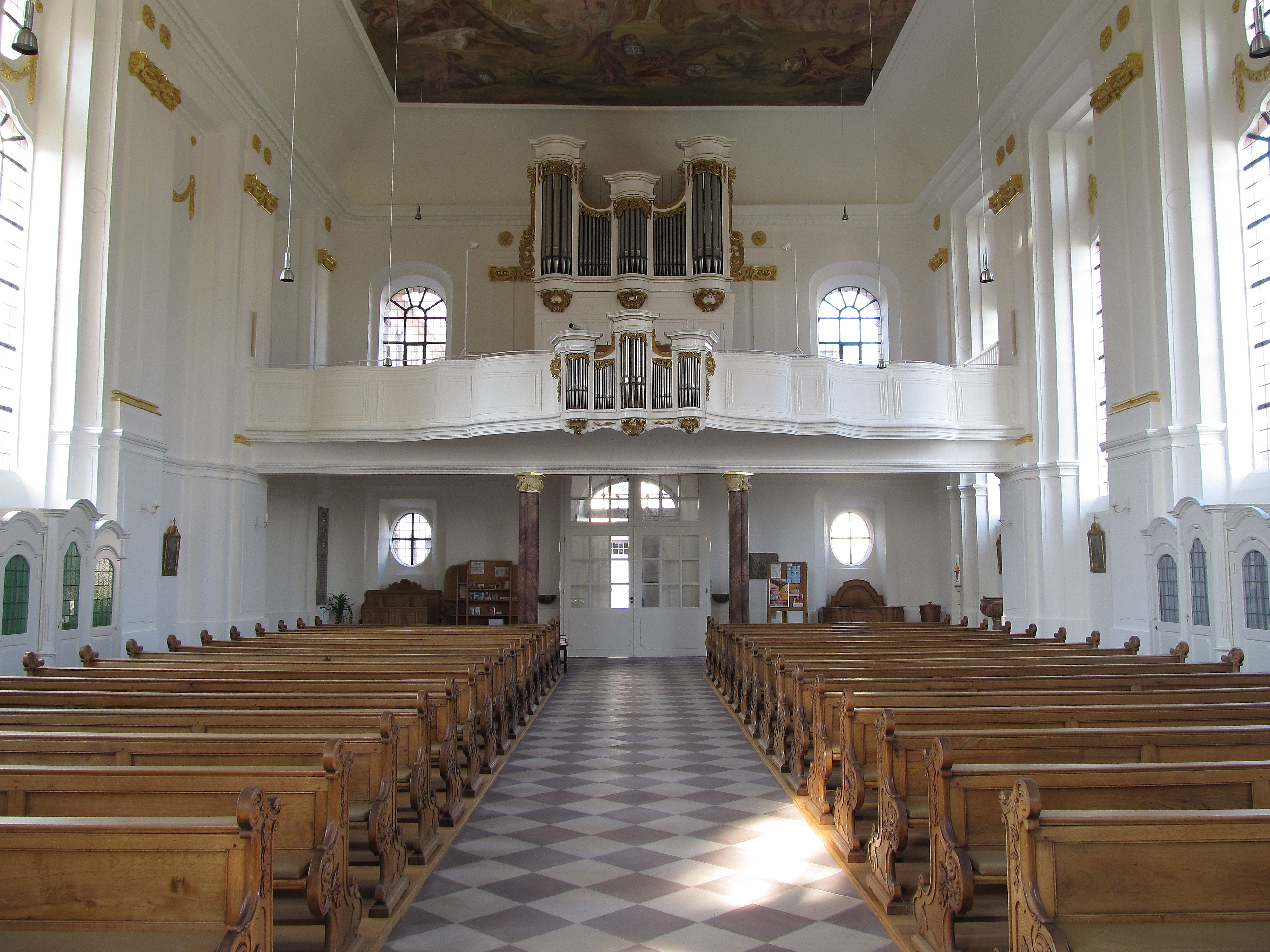
Blick vom Altarraum zur Orgelempore

Nachdem die Schlosskirche 1803 zur neuen Blieskasteler Pfarrkirche geworden war, wurde 1811 die von Michel Verschneider 1771 erbaute Orgel der bisherigen Pfarrkirche St. Sebastian von Karl Ludwig Baumann aus Zweibrücken in die Schlosskirche übertragen. Dabei wurde von Baumann das Rückpositiv stillgelegt. Unter Verwendung von Teilen dieser Orgel wurde 1824 von den Orgelbauern Franz Heinrich und Carl Stumm (Rhaunen/Hunsrück) eine neue Orgel erbaut. Zu Beginn des 20. Jahrhunderts war die Stumm-Orgel unbrauchbar geworden, und ein neues Instrument wurde benötigt. Zur Finanzierung der neuen Orgel wurde 1901 ein Orgelbauverein gegründet, der bis 1903 genügend Mittel gesammelt hatte, um eine neue Orgel bei dem Orgelbauunternehmen G. F. Steinmeyer & Co. (Oettingen) zu bestellen, die 1905 geliefert wurde. Dabei wurde das Gehäuse von 1771 wiederverwendet, das Rückpositiv jedoch zum Notenschrank umgebaut.
1972 wurde durch die Orgelbaufirma Hugo Mayer (Heusweiler) eine neue Orgel erbaut, die über 166 Holz- und 2180 Metallpfeifen verfügte. Das stillgelegte Rückpositivgehäuse wurde wieder mit Leben gefüllt. Das Instrument besaß 32 Register, verteilt auf drei Manuale und Pedal, sowie eine Transmission auf Schleifladen. Die Spieltrakturen waren mechanisch, die Registertrakturen elektrisch. Der Spieltisch der Orgel war freistehend.
Die Disposition lautete:
| I Rückpositiv C–g3 |             |       |
| 1.                 | Holzgedackt | 8′    |
| 2.                 | Blockflöte  | 4′    |
| 3.                 | Principal   | 2′    |
| 4.                 | Quinte      | 1 ⁄3′ |
| 5.                 | Cymbel III  | 1⁄3′  |
| 6.                 | Cromorne    | 8′    |
|                    | Tremulant   |       |

| II Hauptwerk C–g3 |                 |       |
| 7.                | Rohrpommer      | 16′   |
| 8.                | Prästant        | 8′    |
| 9.                | Rohrflöte       | 8′    |
| 10.               | Principal       | 4′    |
| 11.               | Kleingedackt    | 4′    |
| 12.               | Principalquinte | 2 ⁄3′ |
| 13.               | Octave          | 2′    |
| 14.               | Mixtur VI       | 1 ⁄3′ |
| 15.               | Trompete        | 8′    |

| III Schwellwerk C–g3 |                 |        |
| 16.                  | Holzflöte       | 8′     |
| 17.                  | Quintade        | 8′     |
| 18.                  | Ital. Principal | 4′     |
| 19.                  | Querflöte       | 4′     |
| 20.                  | Nazard          | 2 ⁄3′  |
| 21.                  | Waldflöte       | 2′     |
| 22.                  | Terzflöte       | 1 3⁄5′ |
| 23.                  | Scharff IV      | 1′     |
| 24.                  | Bombarde        | 16′    |
| 25.                  | Hautbois        | 8′     |
|                      | Tremulant       |        |

| Pedal C–f1 |                     |       |
| 26.        | Subbaß              | 16′   |
|            | Rohrpommer (=Nr. 7) | 16′   |
| 27.        | Octavbaß            | 8′    |
| 28.        | Metallgedackt       | 8′    |
| 29.        | Octave              | 4′    |
| 30.        | Hintersatz V        | 2 ⁄3′ |
| 31.        | Posaune             | 16′   |
| 32.        | Trompete            | 8′    |

- Koppeln: I/II, III/I, III/II, I/P, II/P, III/P
- Spielhilfen: drei freie Kombinationen, zwei freie Pedalkombinationen, Tutti, Crescendowalze, Absteller

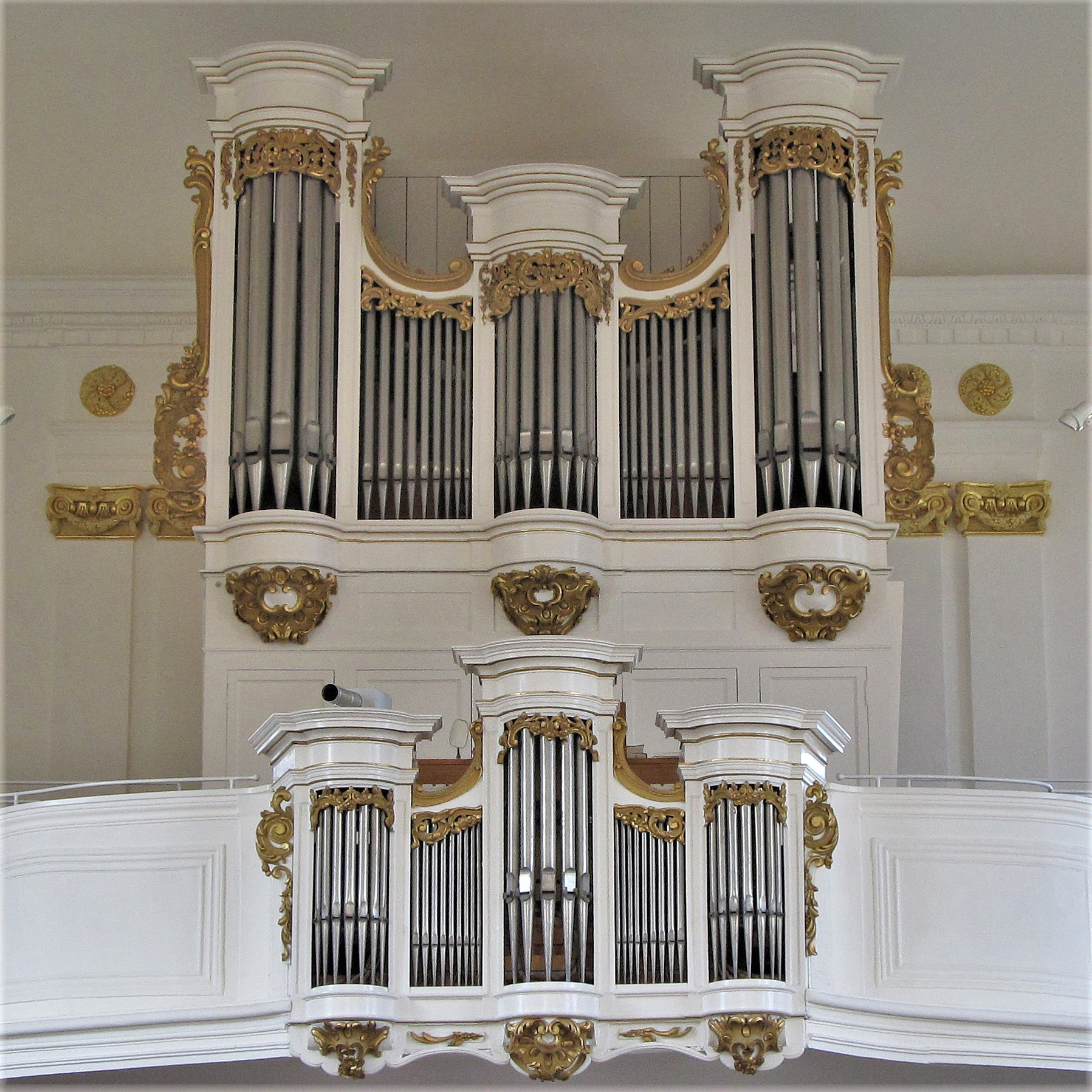
Der Prospekt der Mayer-Orgel

Die in den Jahren 1999/2000 bis 2013 durchgeführten Renovierungsarbeiten der Schlosskirche zogen die Orgel stark in Mitleidenschaft. Eine Restaurierung des Instrumentes wurde somit unumgänglich. 2018 wurde das Werk durch die Orgelbaufirma Klais einem tiefgreifenden Umbau unterzogen. Dabei wurde u. a. die Mechanik erneuert und das Pfeifenwerk neu intoniert. Die Windladen von Mayer wurden jedoch beibehalten.
Die Orgel hat heute 31 Register, verteilt auf drei Manuale und Pedal, auf Schleifladen. Die Spieltrakturen sind in den Manualwerken mechanisch, im Pedal elektrisch, die Registertrakturen elektrisch. Der Spieltisch der Orgel ist freistehend mit Blick zur Orgel.
| I Rückpositiv C–g3 |                |       |
| 1.                 | Holzgedackt    | 8′    |
| 2.                 | Praestant      | 4′    |
| 3.                 | Principal      | 2′    |
| 4.                 | Sesquialter 2f | 2 ⁄3′ |
| 5.                 | Larigot 2f     | 1 ⁄3′ |
| 6.                 | Vox humana     | 8′    |
|                    | Tremulant      |       |

| II Hauptwerk C–g3 |                 |        |
| 7.                | Bourdon         | 16′    |
| 8.                | Praestant       | 08′    |
| 9.                | Rohrflöte       | 08′    |
| 10.               | Quintade        | 08′    |
| 11.               | Octave          | 04′    |
| 12.               | Kleingedackt    | 04′    |
| 13.               | Principalquinte | 02 ⁄3′ |
| 14.               | Superoctave     | 02′    |
| 15.               | Mixtur 4f       | 01 ⁄3′ |
| 16.               | Trompete        | 08′    |

| III Schwellwerk C–g3 |                     |        |
| 17.                  | Holzflöte           | 8′     |
| 18.                  | Salicional          | 8′     |
| 19.                  | Schwebung           | 8′     |
| 20.                  | Fugara              | 4′     |
| 21.                  | Querflöte           | 4′     |
| 22.                  | Nazard              | 2 ⁄3′  |
| 23.                  | Waldflöte           | 2′     |
| 24.                  | Terz                | 1 3⁄5′ |
| 25.                  | Trompete harmonique | 8′     |
| 26.                  | Hautbois            | 8′     |
|                      | Tremulant           |        |

| Pedal C–f1 |               |     |
|            | Untersatz     | 32′ |
| 27.        | Subbass       | 16′ |
| 28.        | Octavbass     | 08′ |
| 29.        | Metallgedackt | 08′ |
| 30.        | Octave        | 04′ |
| 31.        | Posaune       | 16′ |
|            | Trompete      | 08′ |

- Koppeln: I/II, III/I, III/II, I/P, II/P, III/P, Super III/P
- Spielhilfen: elektronische Setzeranlage, Tutti
- Anmerkungen

1. ↑  Quintschaltung von Subbass 16'
2. ↑  Extension von Posaune 16'

## Krypta
Unter dem Chor und dem Langhaus befindet sich eine weiträumige Krypta mit einem Altar und einem Sandsteinkruzifix aus dem Jahre 1785. Hier wurde für die Blieskasteler Herrscherfamilie von der Leyen eine Grablege eingerichtet. Hier befindet sich, neben den Grabkammern von Franziskanerpatres, seit 1784 das Grab des Grafen Franz Karl von der Leyen und seit 1981 der Sarkophag mit den sterblichen Überresten der 1804 in Frankfurt am Main verstorbenen Reichsgräfin Marianne von der Leyen. Im Jahre 1981 wurden die Gebeine der Gräfin aus der Kirche in Heusenstamm bei Offenbach am Main nach Blieskastel überführt.